# Шурупов, Дмитрий Владимирович
Дмитрий Владимирович Шурупов (род. 1 сентября 1977, Курган) — российский хоккейный тренер. Главный тренер команды «Зауралье-2000» (Курган).
Является воспитанником курганской хоккейной школы. Играл на позиции защитника во всех лигах страны, карьеру начинал в Чемпионате страны - в элите русского хоккея, тогда он выступал за тюменский Рубин в сезоне 1996/97 выходил на площадку в 32 играх за тюменцев, это был один из самых лучших сезонов Дмитрий, также в 1996/97 вместе с тюменцами играл в плей-оффе в 3 играх.

## Биография
Дмитрий Владимирович Шурупов родился 1 сентября 1977 года по одним данным в городе Кургане Курганской области, по другим — в городе Тюмени Тюменской области.
Дмитрий является воспитанником курганского хоккея. Первый свой матч играл в МХЛ за тюменский Рубин, затем выступал 2 сезона в элите русского хоккея за тот же тюменский Рубин. Возвратившись в родной Курган выступает за местный Мостовик, на следующий сезон уехал в Казахстан где выступал за астанинский Барыс где и добился своей первой клубной награды: в том году Барыс взял бронзу первой лиги. На следующий сезон меняет клубную прописку на руднинский хоккейный клуб Горняк, а на следующий сезон возвратился в родной город и выступал за Зауралье, поиграв 2 сезона возвратился в руднинский хоккейный клуб Горняк. В 2010 году переберется в Когалым и выступал за местный хоккейный клуб Авангард-Югра, отыграв сезон возвратился домой выступать за хоккейный клуб Зауралье-2, где играл 2 сезона.
В Зауралье-2 выступал под № 2.
В 2012 году клуб «Зауралье-2» преобразован в молодёжный хоккейный клуб «Юниор». Д.В. Шурупов стал главным тренером команды «Зауралье-2000» (Курган, юноши 2000 года рождения).

## Карьера
| Сезон   | Клуб                    | Лига                                                      | Игр | Очки | Штраф |
| ------- | ----------------------- | --------------------------------------------------------- | --- | ---- | ----- |
| 1995/96 | Рубин (Тюмень)          | МХЛ                                                       | 5   | 0    | 4     |
| 1996/97 | Рубин (Тюмень)          | РХЛ                                                       | 32  | 1+1  | 16    |
| 1997/98 | Рубин (Тюмень)          | РХЛ                                                       | 16  | 0+1  | 10    |
| 2001/02 | Мостовик (Курган)       | Высшая лига                                               | 28  | 1+0  | 56    |
| 2004/05 | Барыс (Астана)          | Первая лига                                               | 63  | 3+7  | 42    |
| 2005/06 | Горняк (Рудный)         | Первая лига                                               | 19  | 3+3  | 14    |
| 2006/07 | Зауралье (Курган)       | Высшая лига                                               | 33  | 1+6  | 22    |
| 2007/08 | Зауралье (Курган)       | Высшая лига                                               | 27  | 0+2  | 22    |
| 2008/09 | Горняк (Рудный)         | Первая лига                                               | 43  | 0+8  | 36    |
| 2009/10 | Авангард-Югра (Когалым) | Первая лига                                               | 42  | 3+7  | 22    |
| 2010/11 | Зауралье-2 (Курган)     | Первенство России по хоккею с шайбой среди клубных команд | 32  | 4+5  | 14    |
| 2011/12 | Зауралье-2 (Курган)     | РХЛ                                                       | 38  | 2+11 | 24    |